# Ecnomus pansus
Ecnomus pansus là một loài Trichoptera trong họ Ecnomidae. Chúng phân bố ở miền Australasia.